# 中国人民解放军陆军合成第十六旅
合成第十六旅（英語：16th Heavy Combined Arms Brigade），是中国人民解放军陆军第七十四集团军下辖的一个重型合成旅，驻地广东省广州市。

## 历史概述
该旅前身为1985年由第四十二军坦克团与广州军区独立坦克团合并而成的陆军第四十二集团军坦克旅。

## 沿革
参考资料：
| 部隊番號                 | 使用時期              |
| ------------------------ | --------------------- |
| 陆军第四十二集团军坦克旅 | 1985年11月-1998年11月 |
| 陆军第四十二集团军装甲旅 | 1998年11月-2011年12月 |
| 装甲第十六旅             | 2011年12月-2017年2月  |
| 合成第十六旅             | 2017年2月至今         |

## 荣誉
- 英雄坦克营：前陆军第四十一军坦克团三营，现本旅合成三营